# サルッツォ侯国

サルッツォ侯国
Marchesato di Saluzzo

左上の薄黄緑色の部分がサルッツォ侯国

サルッツォ侯国（サルッツォこうこく、伊: Marchesato di Saluzzo）は、イタリアに過去にあった国家である。アルプスを跨ぎ、現在のピエモンテ州とフランス領を含んでいた。

## 侯国の領土
サルッツォは、クーネオ県とトリノ県との一部分や歴史上幾度かそして現在もフランスの支配下となっている地域も所有していた。歴史的なサルッツォの領土はストゥーラ川とポー川とアルプス山脈との間だけであった。
サルッツォを自治的に支配していたデル・ヴァスト家（del Vasto）は、多くの政略結婚のためリグーリアとピエモンテにも領地を所有していたが、サルッツォにはこれらの領地は統合されなかった。おそらく、サヴォイア家のイタリアへの前進がなければ、有力なイタリアの領主としてサルッツォはピエモンテの他の土地を征服できたであろう。

## デル・ヴァスト家の政治
リグーリアの古い貴族の系統で、ヴェンティミリア周辺に座していたデル・ヴァスト家はボニファーチョ（Bonifacio del Vasto）が8歳の時、外祖父トリノ辺境伯オルデリーコ・マンフレーディ2世から封ざれて都市の領主となり、長男のマンフレード（Manfredo I di Saluzzo）に引継がれた。それからデル・ヴァスト家はサルッツォの侯爵となり、本当の領主の様にその爵位が代々継がれていった。
自らの領地の拡張を考えていたマンフレード2世は、サヴォイア軍と戦っていた。サヴォイアは幾度も対立に持って行った弱い侯国に対し、その主人であるといううぬぼれあり、彼が死ぬと未亡人のアラージア・デル・モンフェッラート（Alasia del Monferrato）は年ごとの税金一式を彼らに支払わなければならなかった。

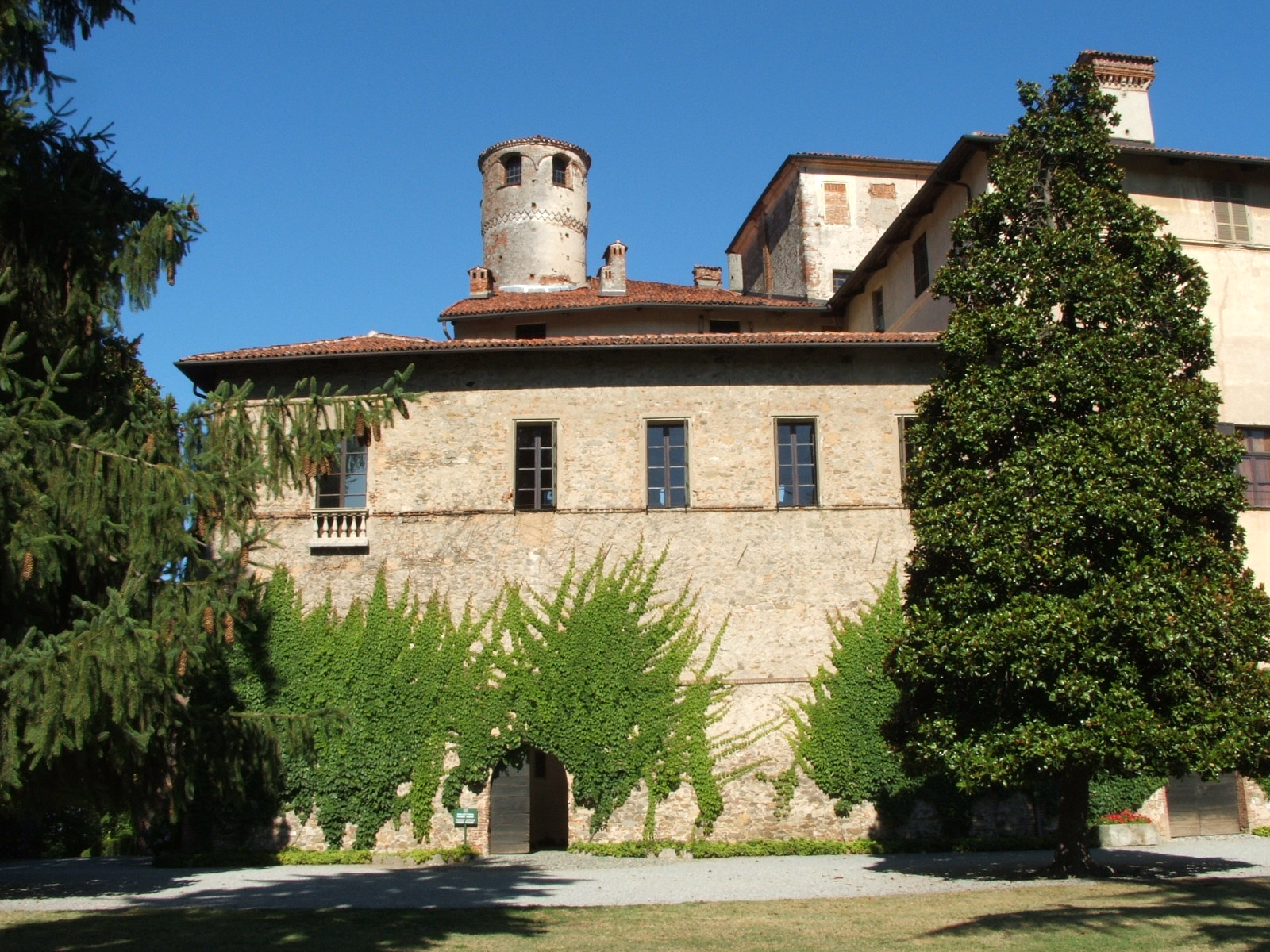
マンタ城, サルッツォにあるマンタのサルッツォの領主の古くからの所有物

内部確執にたびたび苦しめられたサルッツォはルドヴィーコ1世（Ludovico I di Saluzzo）とルドヴィーコ2世（Ludovico II di Saluzzo）の15世紀は、彼らの治世の下に大きく繁栄した。1世は皇帝とフランス王の不仲の仲裁のようなイタリアの交戦国に対して中立の政治をした。2世は戦場での栄光を求めながら何度も敗北し、侯国の栄光の終焉の始まりを作っていった。
実際、彼が死ぬと息子たちは爵位を激しく取り合い、領地は荒れ、財産を浪費した。ようやく順位が決定した時には時既に遅し、フランスが侯国に目をつけていてガブリエーレ侯爵を廃し、侯位をパリの王冠に付属させる手続きが出来ていた。
サルッツォはリヨン条約でサヴォイアが得るまでの半世紀間、フランス領の一部に取り込まれ、イタリア統一までは交互に自治を奪われる状態となった。

### デル・ヴァスト家の領主一覧
- 1175年 - 1175年: マンフレード1世 (Manfredo I)
- 1175年 - 1215年: マンフレード2世 (Manfredo II)
- 1215年 - 1244年: マンフレード3世 (Manfredo III)
- 1244年 - 1296年: トンマーゾ1世 (Tommaso I)
- 1296年 - 1330年: マンフレード4世 (Manfredo IV)
- 1330年 - 1332年: マンフレード5世 (Manfredo V)
- 1330年 - 1336年: フェデリーコ1世 (Federico I)
- 1336年 - 1357年: トンマーゾ2世 (Tommaso II)
- 1357年 - 1396年: フェデリーコ2世 (Federico II)
- 1396年 - 1416年: トンマーゾ3世 (Tommaso III)
- 1416年 - 1475年: ルドヴィーコ1世 (Ludovico I)
- 1475年 - 1504年: ルドヴィーコ2世 (Ludovico II)
- 1504年 - 1528年: ミケーレ・アントーニオ (Michele Antonio)
- 1528年 - 1529年: ジョヴァンニ・ルドヴィーコ (Giovanni Ludovico)
- 1529年 - 1537年: フランチェスコ (Francesco)
- 1537年 - 1548年: ガブリエーレ (Gabriele)